# Korzystno
Korzystno – wieś w północno-zachodniej Polsce, położona w północnej części województwa zachodniopomorskiego, w powiecie kołobrzeskim, w gminie Kołobrzeg.
Korzystno jest siedzibą sołectwa, w skład którego wchodzi także osada Korzyścienko.

## Zabytki
Do wojewódzkiego rejestru zabytków wpisany jest:
- kościół ewangelicki, obecnie rzym.-kat. parafialny pw. Chrystusa Króla, neogotycki, który został zbudowany w latach 1865–1866.

## Komunikacja
- przez miejscowość przebiega droga powiatowa nr 0310Z z Karcina do Kołobrzegu. Z Korzystna odchodzi droga powiatowa nr 0252Z o długości 1,8 km do Korzyścienka oraz droga powiatowa nr 0256Z o długości 4 km do Przećmina i drogi wojewódzkiej nr 102[7].
- w Korzystnie znajdują się 3 przystanki autobusowe, do których dochodzi 1 linia komunikacji miejskiej z Kołobrzegu[8].
- w miejscowości znajduje się nieczynny przystanek kolejowy Korzystno, na czynnej trasie Goleniów–Kołobrzeg.

## Przyroda
Na cmentarzu ewangelickim przy kościele znajduje się 5 drzew, które uznano za pomniki przyrody. Są to:
- lipa drobnolistna – obwód 316 cm, wysokość 16 m,
- klon zwyczajny – obwód 240 cm, wysokość 29 m,
- sosna smołowa – obwód 230 cm, wysokość 25 m,
- brzoza brodawkowata – obwód 183 cm, wysokość 22 m,
- modrzew europejski – obwód 235 cm, wysokość 28 m.